# Maning
Maning (kinesiska: 马宁) är en köping i sydöstra Kina. Den ligger i Huaiji härad i staden Zhaoqing i provinsen Guangdong, omkring 170 kilometer nordväst om provinshuvudstaden Guangzhou. Antalet invånare är 38 913. Befolkningen består av 21 056 kvinnor och 17 857 män. Barn under 15 år utgör 32 %, vuxna 15-64 år 60 %, och äldre över 65 år 7,0 %.